# Talisia prancei
Talisia prancei är en kinesträdsväxtart som beskrevs av G. Guarim Neto. Talisia prancei ingår i släktet Talisia och familjen kinesträdsväxter. Inga underarter finns listade i Catalogue of Life.